# Nafiz Kurt
Nafiz Yavuz Kurt, né en 1930 à Bafra (Turquie) et mort le 29 décembre 2011 à Ankara (Turquie), est un homme politique turc.
Diplômé du lycée de Kabataş. Il est commerçant. Membre du parti de la justice et du parti de la juste voie. Député de Samsun (1969-1973, 1977-1980 et 1987-1999), questeur de l'assemblée, ministre d'État (1993-1995 et 1996-1997), des Transports (1995), de l'Agriculture (1995-1996) et de la Santé (1997).